# IC 2160
IC 2160 — галактика типу SBc () у сузір'ї Столова Гора.
Цей об'єкт міститься в оригінальній редакції індексного каталогу.